# 艾佛·列特

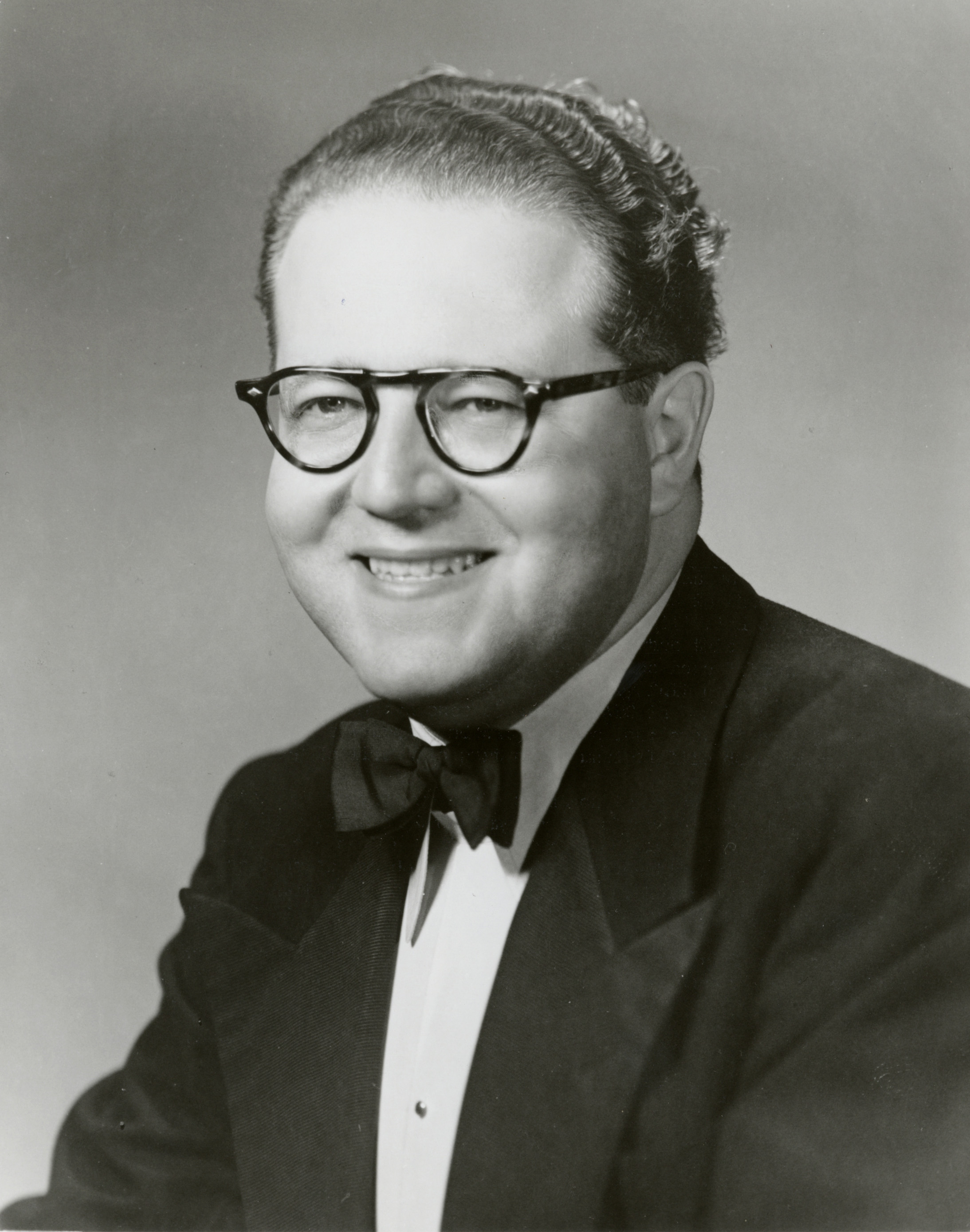
艾佛·列特

艾佛·列特（英語：Alfred Reed，1921年1月25日—2005年9月17日），美國作曲家。

## 生平
他出生於紐約，10歲開始了他的正式音樂訓練，學習小號。在第二次世界大戰期間，他曾加入在第529軍空軍樂隊。他服兵役後考入了茱莉亞音樂學院，師隨維托里奧·賈尼尼），其後為全國廣播公司（NBC）、美國廣播公司（ABC）作曲和編曲。
1953年，他在貝勒大學的貝勒交響樂團擔任指揮，在那裡完成了他的音樂學士學位（1955年）和音樂碩士學位（1956年）。他的碩士論文《中提琴與樂隊狂想曲》於1959年被授予的盧里亞獎（Luria Prize）。
從1955年到1966年，他是音樂出版商漢森出版社（Hansen Publications）的執行編輯。他在那裡，他與作曲家克利夫頓·威廉斯工作從直到1966年威廉斯去世。
1968年獲秘魯國立音樂學院授予榮譽博士學位。在1976年，他成為邁阿密大學的音樂系教授。他亦成為了披慕阿爾法交響兄弟會貝塔投爾分部（Beta Tau Chapter）的成員。
艾佛·列特1981年初次到訪東京佼成管樂團，他很多作品都被該樂團錄製成唱片。艾佛·列特於1988年擔任洗足學園音樂大學的訪問教授。
艾佛·列特於2005年9月17日去世，終年84歲。

## 作品節選
- 銅管樂器和打擊樂器的交響曲（第1交響曲） (1952)
- 第2交響曲  (1977)
- 第3交響曲  (1988)
- 第4交響曲  (1992)
- 第5交響曲「櫻花」 (1995)
- 管樂第1組曲  (1974)
- 管樂第2組曲「拉丁墨西哥」 (Latino Mexicana)  (1979[1])
- 管樂第3組曲「芭蕾舞情景」 (Scenes De Ballet)  (1981)
- 管樂第4組曲「音樂之城」(City of Music)  (1992)
- 管樂第5組曲「國際舞蹈」(International Dance)   (1995)
- 管樂第6組曲  (1998)
- 管樂第7組曲「飛行世紀」(A Century of Flight)  (2003)
- 俄羅斯聖誕音樂(Russian Christmas Music)  (1944)
- 節日序曲 (A Festival Prelude)  (1957)
- 阿美尼亞舞曲(第一部分) (Armenian Dances Part 1)  (1972)
- 阿美尼亞舞曲(第二部分) (Armenian Dances Part 2)  (1977)
- 奧賽羅(Otello  )(1977)
- 王者之風 (El Camino Real)  (1985)

### 全日本吹奏樂大賽課題曲
- 節日序曲 (A Festival Prelude)  (1957)  (1970年度課題曲)
- 交響序曲 (Symphonic Prelude)  (1963)  (1965年度課題曲)

## 外部連結
- Alfred Reed Collection - Special Collections in Performing Arts at the University of Maryland
- Alfred Reed interview （页面存档备份，存于） by Bruce Duffie
- 艾佛·列特的Discogs页面（英文）